# Ayres Borghi-Zerni
Ayres Borghi-Zerni (1895, Buenos Aires – …) fou una soprano italiana que va tenir una carrera internacional important de 1914 a 1928.

## Biografia
Ayres Borghi-Zerni va néixer a Buenos Aires el 1895 en una família musical. El seu pare era Edgardo Zerni, un tenor operístic italià de reputació modesta, i la seva tia era Adele Borghi, una prominent mezzosoprano admirada per Giuseppe Verdi. Hom sap poc sobre la vida d'Ayres. Va estudiar a Milà amb un mestre anomenat Bonanno i va fer el seu debut el 1914 al Teatro dal Verme com a Micaela a Carmen de Georges Bizet. En els dos anys següents va fer uns quants papers exitosos a teatres provincials italians, entre els quals el Teatro della Pergola de Florència on el 1916 va aparèixer com a Gilda de Rigoletto de Verdi. El 1917 Ayres Borghi-Zerni va viatjar a Amèrica del Sud, on va cantar Lucia di Lammermoor de Gaetano Donizetti i el paper de Violetta de La traviata de Verdi al Gran Teatro de La Habana, al Teatre Nacional de Veneçuela i al Teatro Arbeu de Mèxic. L'any següent Ayres Borghi-Zerni va fer la primera aparició a un teatre d'òpera italià important, el Teatro Comunale di Bologna, on va actuar com a Gilda a Rigoletto i Amina a La sonnambula de Vincenzo Bellini. Això va signar el començament d'una carrera important: en els següents deu anys (1918-1928) Borghi-Zerni va ser convidada per a cantar als teatres més prominents d'Itàlia, entre els quals el Teatro Costanzi de Roma (de 1918 a 1922), el Teatro Massimo de Palerm (el 1919), el Teatro San Carlo de Nàpols (el 1919, 1920, 1924, 1925 i 1928), el Teatro La Fenice de Venècia (el 1921, 1926 i 1927) i el Teatro Regio de Torí (el 1922). Encara que sembli estrany, mai va aparèixer al Teatro alla Scala de Milà.
A part dels més grans teatres italians, Borghi-Zerni va tenir molt d'èxit al Royal Opera House de Londres, on el 1919 va cantar Violetta a La traviata. També va ser convidada al Gran Teatre del Liceu de Barcelona (també el 1919, cantant Il barbiere di Siviglia, Lucia di Lammermoor i Rigoletto) i a l'Opéra de Monte-Carlo (el 1920, a La traviata, Rigoletto –al costat del gran tenor Beniamino Gigli– i en l'estrena mundial de Satan de Raoul Gunsbourg). La carrera d'Ayres Borghi-Zerni no va durar molt de temps i sembla que es va retirar el 1928 amb les actuacions de Violetta i Lucia al Teatro San Carlo i al Politeama Reinach de Parma. A partir d'aquí es desconeix el que va ser de la seva vida.